# Lamine Diaby-Fadiga
Mohamed Lamine Diaby-Fadiga (* 19. Januar 2001 in Grasse) ist ein französisch-guineischer Fußballspieler.

## Karriere

### Verein
Der Stürmer spielte in seiner Jugend u. a. für den AS Cannes und wechselte 2014 in den Nachwuchs von OGC Nizza. Dort gab er sein Debüt für den Erstligisten am 7. Dezember 2017 im Europa-League-Spiel bei Vitesse Arnheim, als er in der 66. Spielminute für Alassane Pléa eingewechselt wurde. Damit wurde er der erste Spieler aus dem 21. Jahrhundert, der in Nizza eingesetzt wurde. In den folgenden Spielzeiten pendelte er dann zwischen den Profis und der Reservemannschaft. Am 16. September 2019 stahl Diaby-Fadiga eine Uhr im ungefähren Wert von 70.000 Euro von seinem Mannschaftskollegen Kasper Dolberg. Als er den Diebstahl eine Woche später zugab, wurde er vom Verein gekündigt. Nur einen Monat später nahm ihn dann Zweitligist Paris FC unter Vertrag, aber auch dort spielte er in den folgenden drei Jahren nicht häufig und kam nur bei 29 Pflichtspielen zum Einsatz. Für die Saison 2022/23 wechselte er per Leihe zum niederländischen Zweitligisten FC Eindhoven.

### Nationalmannschaft
Von 2017 bis 2018 absolvierte Diaby-Fadiga insgesamt 19 Partien für diverse französische Jugendnationalmannschaften und erzielte dabei zwölf Treffer.